# 曾國祥
曾國祥（英語：Derek Tsang，1979年11月8日—），香港導演、演員，現為太陽娛樂文化旗下藝人。其首部執導電影《戀人絮語》獲得第47屆金馬獎“最佳新導演”提名。2016年执导的电影《七月与安生》提名第53届金马奖最佳导演。2019年執導的電影《少年的你》獲得第39屆香港電影金像獎最佳導演。

## 個人背景
曾國祥的母親朱錫珍是曾志偉的第二任妻子，他還有一個同父母弟弟曾国猷，以及同父異母姐姐曾寶儀。曾寶儀是曾志偉和第一任妻子王美華所生的長女。
2019年，在Instagram宣佈與王敏奕結婚，於日本北海道舉行婚禮。

## 參演電影
| 年份   | 片名                             | 角色           |
| 2001年 | 《幽靈情書》                     |                |
| 2002年 | 《金雞》                         |                |
| 2003年 | 《咒樂園》                       |                |
| 2003年 | 《大丈夫》                       | 郭天祐（少年） |
| 2004年 | 見鬼2                            |                |
| 2005年 | 後備甜心                         |                |
| 2005年 | 《AV》                           | 何宝华（膠布） |
| 2005年 | 半醉人間                         |                |
| 2006年 | 《伊莎貝拉》                     |                |
| 2006年 | 《反斗狂奔》                     | Peter          |
| 2006年 | 《我要成名》                     |                |
| 2006年 | 《地老天荒》                     |                |
| 2006年 | 《黑白道》                       | 細B            |
| 2007年 | 《戲王之王》                     |                |
| 2007年 | 《單身部落》                     | Woody          |
| 2008年 | 《一個好爸爸》                   | 雞仔           |
| 2008年 | 《一半海水，一半火燄》           |                |
| 2009年 | 《親密》                         |                |
| 2009年 | 《機動部隊－絕路》               | 盲輝           |
| 2010年 | 維多利亞壹號                     |                |
| 2010年 | 《前度》                         | 阿蘇           |
| 2010年 | 《囡囡》                         | 阿駿           |
| 2012年 | 《春嬌與志明》                   | 春嬌細佬       |
| 2012年 | 《十盜》                         | Johny          |
| 2012年 | 《紮職》                         | 阿祥           |
| 2012年 | 《我老婆唔够秤II：我老公唔生性》 |                |
| 2013年 | 《飛虎出征》                     | 蝦米           |
| 2014年 | 《金雞sss》                      |                |
| 2014年 | 《豪情3D》                       |                |
| 2014年 | 《香港仔》                       | 導演(客串)     |
| 2014年 | 《Z風暴》                        | 馬耀祖(Joe)    |
| 2014年 | 《屍城》                         | 大衛           |
| 2015年 | 《賭城風雲II》                   |                |
| 2015年 | 《同班同學》                     |                |
| 2016年 | 《惡人谷》                       | 史公子         |
| 2016年 | 《賭城風雲III》                  |                |
| 2016年 | 《老笠》                         | 劉健平         |
| 2016年 | 《S風暴》                        | 馬耀祖(Joe)    |
| 2017年 | 《春嬌救志明》                   | 春嬌細佬       |
| 2017年 | 《狂獸》                         |                |
| 2021年 | 《造口人》                       |                |

## 執導電影
- 2010年：《戀人絮語》（與尹志文合導）
- 2010年：《指甲刀人魔》（與尹志文合導）
- 2012年：《醉後一夜》
- 2016年：〈水泥〉（《Good Take》）
- 2016年：《七月與安生》
- 2017年：《獨角戲》
- 2018年：《2018把樂帶回家之霹靂爸媽》
- 2019年：《少年的你》

## 綜藝節目
- 2016年：《誰是大歌神》第1期（譚詠麟的模仿歌手，父親也是嘉賓評審）

## 网剧
- 2015年：《我的老千生涯》
- 2024年：《3 体》（Netflix美剧）

## now.com.hk網劇
- 2004年：《金甲蟲探偵學院》（飾Jay）

## 主持節目
- 2009年：《一個地球》南極篇（now香港）
- 2014年：《挑戰》（香港電視網絡）

## 獎項紀錄
| 年度   | 颁奖典礼                     | 奖项         | 作品           | 结果 |
| ------ | ---------------------------- | ------------ | -------------- | ---- |
| 2010年 | 第47屆金馬獎                 | 最佳新導演   | 《戀人絮語》   | 提名 |
| 2016年 | 第53屆金馬獎                 | 最佳導演     | 《七月与安生》 | 提名 |
| 2017年 | 第11屆香港電影導演會年度大獎 | 最佳導演     | 《七月与安生》 | 獲獎 |
| 2017年 | 第11屆亞洲電影大獎           | 最佳導演     | 《七月与安生》 | 提名 |
| 2017年 | 第36届香港電影金像獎         | 最佳導演     | 《七月与安生》 | 提名 |
| 2017年 | 第36届香港電影金像獎         | 新晉導演     | 《七月与安生》 | 提名 |
| 2017年 | 中国电影导演协会2016年度表彰 | 年度港台导演 | 《七月与安生》 | 獲獎 |
| 2020年 | 第26屆香港電影評論學會大獎   | 最佳導演     | 《少年的你》   | 獲獎 |
| 2020年 | 第39屆香港電影金像獎         | 最佳導演     | 《少年的你》   | 獲獎 |
| 2021年 | 第93屆奧斯卡金像獎           | 最佳國際影片 | 《少年的你》   | 提名 |

## 外部連結
- 曾國祥的新浪微博
- 曾國祥在互联网电影资料库（IMDb）上的資料（英文）
- 在AllMovie上曾國祥的頁面（英文）
- 曾國祥在香港影庫上的簡介
- 曾國祥在豆瓣上的资料（简体中文）
- 曾國祥在时光网上的簡介（简体中文）